# ジャスティス・リーグ・アンリミテッド
『ジャスティス・リーグ・アンリミテッド』(英: Justice League Unlimited)は、DCコミックスの刊行するアメリカン・コミックスを原作とするテレビアニメーションのタイトル。同一の世界観のクロスオーバー作品群として扱う「DCアニメイテッド・ユニバース」でもある。

## 概要
2001年11月から2004年5月まで放送されたテレビアニメ『ジャスティス・リーグ』の直接の続編で、2004年7月から2006年5月まで放送された。1992年に放送が開始された『バットマン』と1996年に放送が開始された『スーパーマン』から世界観を共有する「DCアニメイテッド・ユニバース」の最終作となっている。
レギュラーキャラクターは前作から引き続きスーパーマン、バットマン、ワンダーウーマン、フラッシュ（ウォリー・ウェスト）、グリーンランタン（ジョン・スチュワート）、ジョン・ジョーンズ（マーシャン・マンハンター）、ホークガール（シャイアラ・ホル）の7人に加え、グリーンアロー、スーパーガール、キャプテン・アトム、クエスチョン、ハントレス、ブラックキャナリーが主に登場する。
本シリーズの大筋はアマンダ・ウォーラー率いる「プロジェクト・カドモス」、レックス・ルーサーとゴリラ・グロッド率いる「リージョンオブドゥーム」との戦いが描かれている。

## ストーリー
クライムファイターとして活躍するグリーンアローはジャスティスリーグアンリミテッドから勧誘を受ける。
スーパーガール、グリーンランタン、キャプテンアトム、グリーンアローはチョンマイという国に派遣され巨大ロボットブリムストーンと対決する。

## ジャスティス・リーグ
| - スーパーマン - ジョージ・ニューバーン - バットマン - ケヴィン・コンロイ - ワンダーウーマン - スーザン・アイゼンバーグ - フラッシュ - マイケル・ローゼンバウム - グリーンランタン - フィル・ラマール - ジョン・ジョーンズ - カール・ランブリー - ホークガール - マリア・キャナル・バレーラ - ハントレス - エイミー・アッカー - クエスチョン - ジェフリー・コムズ - ブラックキャナリー - モリーナ・バッカリン - グリーンアロー - キン・シュリナー - スーパーガール - ニコール・トム - キャプテン・アトム - ジョージ・イーズ/クリス・コックス - ブースターゴールド - トム・エヴェレット・スコット - エロンゲイテッドマン - ジェレミー・ピヴェン | - ビクセン - ジーナ・トーレス - ドクター・フェイト - オデッド・フェール - アトム - ジョン・C・マッギンリー - シャイニング・ナイト - クリス・コックス - ビジランテ - ネイサン・フィリオン - スターガール - ギセル・ローレン - S.T.R.I.P.E. - フィル・ラマール - ミスター・テリフィック - マイケル・ビーチ - レッドトルネード - パワーズ・ブース - ファイヤー - マリア・キャナル・バレーラ - アトムスマッシャー - ケヴィン・コンロイ - コマンダー・スティール - ケヴィン・コンロイ - クリムゾン・アベンジャー - ケヴィン・コンロイ - ドクター・ライト - ローレン・トム |

## その他のヒーロー
| - アクアマン - スコット・ランメル - キャプテン・マーベル - ジェリー・オコンネル - エトリガン - マイケル・T・ウェイス - ザターナ - ジェニファー・ヘイル - ブワナ・ビースト - ピーター・オノーラッティ - デッドマン - ラファエル・スバージ - スピーディ - マイク・アーウィン - ワイルドキャット - デニス・ファリーナ - ホーク - フレッド・サベージ | - ダヴ - ジェイソン・ハーヴェイ - キング・ファラデー - スコット・パターソン - テリー・マクギニス - ウィル・フリードル - ウォーホーク - ピーター・オノーラッティ - ウォーロード - ポール・ギルフォイル - ジョナ・ヘックス - アダム・ボールドウィン - エル・ディアブロ - ネスター・カーボネル - パウ・ワウ・スミス - ジョナサン・ジョス - ホークマン - ジェームズ・レマー |

### グリーンランタン・コァ
- ハル・ジョーダン（英語版） - アダム・ボールドウィン
- カイル・ライナー（英語版） - ウィル・フリードル
- カトゥマ・ツイ（英語版） - キム・マイ・ゲスト
- キロウォグ（英語版） - デニス・ヘイスバート

### リージョン・オブ・スーパーヒーローズ
- ブレイニアック5 - マット・ズークリー
- バウンシングボーイ（英語版） - グーギー・グレス

### ニュージェネシス
- オライオン - ロン・パールマン
- ビッグ・バルダ（英語版） - ファラ・フォーク
- ミスター・ミラクル（英語版） - ヨアン・グリフィズ
- オベロン（英語版） - ディック・ミラー

## プロジェクト・カドモス

### メンバー
- アマンダ・ウォーラー - CCH・パウンダー
- エミール・ハミルトン（英語版） - ロバート・フォックスワース
- プロフェッサー・マイロ（英語版） - アーミン・シマーマン
- ドクター・ムーン（英語版） - ジェフリー・コムズ
- マックスウェル・ロード（英語版） - ティム・マシスン
- ウェイド・エイリング将軍（英語版） - J・K・シモンズ

### ウルティメン
- ガラテイア - ニコール・トム
- ホワイトドラゴン - ジェームス・シー
- ダウンプア&シフター - グレイ・デリスル
- ジュース - CCH・パウンダー
- ロングシャドウ - グレッグ・レインウォーター

### ロイヤル・フラッシュ・ギャング
- エース - ヒンデン・ウォルチ

## ヴィラン（悪役）

### インジャスティス・ギャング
| - レックス・ルーサー - クランシー・ブラウン - ターラ - ジュリエット・ランドー - チーター - シェリル・リー・ラルフ - ビザロ - ジョージ・ニューバーン - ソロモン・グランディ - ブルース・ティム - アトミック・スカル - レックス・ラング | - トイマン - バッド・コート - ライブワイヤー - マリア・キャナル・バレーラ - ボルカーナ - ペリー・ギルピン - シルバー・バンシー - キム・マイ・ゲスト - サロック - トーマス・アラナ - ブロックバスター - ディー・ブラッドリー・ベイカー |

### シークレット・ソサエティ
| - ゴリラ・グロッド - パワーズ・ブース - ジャイガンタ - ジェニファー・ヘイル - キラーフロスト - ジェニファー・ヘイル - メタロ - マルコム・マクダウェル - シネストロ - テッド・レヴィン - スターサファイア - オリヴィア・ダボ | - ツクリ - カレン・マルヤマ - シェイド - スティーヴン・マクハティ - パラサイト - ブライアン・ジョージ - イービル・スター - ジョージ・ニューバーン - ドクター・ポラリス - マイケル・ローゼンバウム |

### ローグズ
- キャプテン・コールド - レックス・ラング
- トリックスター（英語版） - マーク・ハミル
- キャプテン・ブーメラン - ドナル・ギブソン
- ミラーマスター（英語版） - アレクシス・デニソフ
- ヒートウェーブ（英語版） - レックス・ラング

### タスクフォースX
- デッドショット - マイケル・ローゼンバウム
- プラスティーク（英語版） - ジュリエット・ランドー
- クロック・キング（英語版） - アラン・レイキンズ

### アポコリプス
- ダークサイド - マイケル・アイアンサイド
- グラニー・グッドネス（英語版） - エドワード・アズナー
- メトロン（英語版） - ダニエル・デイ・キム
- カリバック（英語版） - マイケル・ドーン
- ベルナデス（英語版） - ジェニファー・ヘイル
- バーマン・ブンダバー（英語版） - アルテ・ジョンソン
- マンティス（英語版） - J・K・シモンズ

### その他のヴィラン
- ブレイニアック - コーリー・バートン
- アメイゾ - ロバート・ピカード
- ジョー・チル（英語版） - ケヴィン・コンロイ
- モーガン・ル・フェイ（英語版） - オリヴィア・ダボ
- ドリームスレイヤー（英語版） - ジョン・ディマジオ
- ロード・ハヴォック（英語版） - ジョン・ディマジオ
- ジェントルマン・ゴースト（英語版） - ロビン・アトキン・ダウンズ
- デイモス（英語版） - ダグラス・ダンニング
- ハス゠セット（英語版） - ヘクター・エリゾンド
- サーシ（英語版） - レイチェル・ヨーク
- ハデス（英語版） - ボブ・ジョールズ
- フェリックス・ファウスト（英語版） - ロバート・イングランド
- ランペイジ（英語版） - スーザン・アイゼンバーグ
- ブルーデビル（英語版） - レックス・ラング
- クロノス（英語版） - ピーター・マクニコル
- ルーレット（英語版） - ヴァージニア・マドセン
- モングル（英語版） - エリック・ロバーツ
- スティーブン・マンドラゴラ - グレン・シャディックス
- ドゥームズデイ - マイケル・ジェイ・ホワイト

## 放映リスト

### シーズン1
| 話数 | タイトル                                              | 脚本                         | 演出                       |
| ---- | ----------------------------------------------------- | ---------------------------- | -------------------------- |
| 1    | Initiation                                            | スタン・バーコウィッツ       | ジョアキム・ドス・サントス |
| 2    | For the Man Who Has Everything                        | JM・デマティス               | ダン・リバ                 |
| 3    | Kid Stuff                                             | ヘンリー・ギルロイ           | ジョアキム・ドス・サントス |
| 4    | Hawk and Dove                                         | ロバート・グッドマン         | ジョアキム・ドス・サントス |
| 5    | This Little Piggy                                     | ポール・ディニ               | ダン・リバ                 |
| 6    | Fearful Symmetry                                      | ロバート・グッドマン         | ダン・リバ                 |
| 7    | The Greatest Story Never Told                         | アンドリュー・クライズバーグ | ダン・リバ                 |
| 8    | The Return                                            | JM・デマティス               | ジョアキム・ドス・サントス |
| 9    | Ultimatum                                             | JM・デマティス               | ジョアキム・ドス・サントス |
| 10   | Dark Heart                                            | ウォーレン・エリス           | ダン・リバ                 |
| 11   | Wake the Dead                                         | ドウェイン・マクダフィ       | ジョアキム・ドス・サントス |
| 12   | The Once and Future Thing, Part 1 Weird Western Tales | ドウェイン・マクダフィ       | ダン・リバ                 |
| 13   | The Once and Future Thing, Part 2 Time, Warped        | ドウェイン・マクダフィ       | ジョアキム・ドス・サントス |

### シーズン2
| 話数 | タイトル               | 脚本                                          | 演出                       |
| ---- | ---------------------- | --------------------------------------------- | -------------------------- |
| 14   | The Cat and the Canary | ロバート・グッドマン                          | ジョアキム・ドス・サントス |
| 15   | The Ties That Bind     | JM・デマティス ジム・ステランコ（原案）       | ダン・リバ                 |
| 16   | The Doomsday Sanction  | ロバート・グッドマン                          | ダン・リバ                 |
| 17   | Task Force X           | ダーウィン・クック                            | ジョアキム・ドス・サントス |
| 18   | The Balance            | ドウェイン・マクダフィ                        | ダン・リバ                 |
| 19   | Double Date            | ゲイル・シモーネ                              | ジョアキム・ドス・サントス |
| 20   | Clash                  | ドウェイン・マクダフィ JM・デマティス（原案） | ダン・リバ                 |
| 21   | Hunter's Moon          | ドウェイン・マクダフィ                        | ジョアキム・ドス・サントス |
| 22   | Question Authority     | ドウェイン・マクダフィ                        | ダン・リバ                 |
| 23   | Flashpoint             | ドウェイン・マクダフィ                        | ジョアキム・ドス・サントス |
| 24   | Panic in the Sky       | ドウェイン・マクダフィ                        | ダン・リバ                 |
| 25   | Divided We Fall        | ドウェイン・マクダフィ                        | ジョアキム・ドス・サントス |
| 26   | Epilogue               | ブルース・ティム ドウェイン・マクダフィ       | ダン・リバ                 |

### シーズン3
| 話数 | タイトル                  | 脚本                                          | 演出                       |
| ---- | ------------------------- | --------------------------------------------- | -------------------------- |
| 27   | I Am Legionll             | ドウェイン・マクダフィ                        | ジョアキム・ドス・サントス |
| 28   | Shadow of the Hawk        | JM・デマティス ドウェイン・マクダフィ（原案） | ダン・リバ                 |
| 29   | Chaos at the Earth's Core | マット・ウェイン                              | ジョアキム・ドス・サントス |
| 30   | To Another Shore          | ドウェイン・マクダフィ                        | ダン・リバ                 |
| 31   | Flash and Substance       | マット・ウェイン                              | ジョアキム・ドス・サントス |
| 32   | Dead Reckoning            | ドウェイン・マクダフィ                        | ダン・リバ                 |
| 33   | Patriot Act               | マット・ウェイン                              | ジョアキム・ドス・サントス |
| 34   | The Great Brain Robbery   | ドウェイン・マクダフィ                        | ダン・リバ                 |
| 35   | Grudge Match              | JM・デマティス マット・ウェイン（原案）       | ジョアキム・ドス・サントス |
| 36   | Far From Home             | ポール・ディニ                                | ダン・リバ                 |
| 37   | Ancient History           | ジェフ・ジョンズ マット・ウェイン（原案）     | ジョアキム・ドス・サントス |
| 38   | Alive!                    | マット・ウェイン                              | ダン・リバ                 |
| 39   | Destroyer                 | ドウェイン・マクダフィ                        | ジョアキム・ドス・サントス |

## 映像ソフト (Blu-ray)
『Justice League Unlimited The Complete Series』
2015年発売。JAN 0888574328245